# Верхний Армудан
Ве́рхний Армуда́н — упразднённое село в Тымовском городском округе Сахалинской области России. Исключено из учётных данных в 2024 году. Согласно муниципальному делению входит в Тымовский городской округ.

## География
Находится на берегу реки Армуданки, в 16 км от районного центра посёлка городского типа Тымовское.

## История
Бывшее подсобное хозяйство пограничного отряда, действовал совхоз «Пограничный». В 1934—1938 годах появились бараки для заключенных.. В 1930-е — 1940-е годы возле посёлка Верхний Армудан по приговорам НКВД производились расстрелы жителей Северного Сахалина.
Поисками мест захоронений с конца 1980-х вёл полковник госбезопасности В. К. Цветков, с 1990 — руководитель клуба «Поиск» В. Я. Горобец. Места захоронений были обнаружены летом 1990 года в 200 м к северо-западу от бывшего поселка на основании архивных документов КГБ, многочисленных устных свидетельств и воспоминаний бывших заключенных. Всего, со слов В. Я. Горобца, обнаружено 65 братских могил размером 5×5 м, одна могила — 10×10 м; часть останков была обуглена (предположительно тела расстрелянных сжигались). Общая численность казненных не установлена.
Решением Исполнительного комитета Тымовского районного Совета депутатов № 401 от 13.08.1991 признано официальным кладбищем захоронений жертв политических репрессий.

## Население
| 2002 | 2010 | 2021 |
| ---- | ---- | ---- |
| 0    | →0   | →0   |

## Инфраструктура
На месте села находится заброшенное здание, мачта радиостанции и памятник жертвам политических репрессий на северном Сахалине, установленный в 2005 году.

## Транспорт
Стоит на автодороге Тымовск — Александровск-Сахалинский. В 2005 году на 21-м км автодороги установили памятник сахалинцам — жертвам политических репрессий.